# Llanishen
Llanishen är en community i Storbritannien.   Den ligger i kommunen Cardiff och riksdelen Wales, i den södra delen av landet, 210 km väster om huvudstaden London. Llanishen är en förort i norra delen av Cardiff.
Tidigare ingick området Thornhill i Llanishen community, men den 1 december 2016 bröts Thornhill ut och bildade en egen community.